# E pluribus unum

E pluribus unum az Amerikai Egyesült Államok nagypecsétjén

Az E pluribus unum (magyarul: Sokból egy) egyike az Amerikai Egyesült Államok kormánya által elsőként elfogadott mottóknak. Az Annuit Coeptis és a Novus Ordo Seclorum kifejezésekkel együtt az Egyesült Államok nagypecsétjén jelenik meg 1782-es elfogadása óta.
A mondat szerepel a legtöbb amerikai pénzen, olykor szokatlan tördeléssel, mint például a tízcentes érme esetében.
A latin kifejezés jelentése magyarul Sokból egy, angolra Out of many, (is) One vagy From many, (comes) One alakban fordítható. Hibásan Egy a sokból formában is szokták fordítani, azonban az unum szó pozíciója az először említett jelentésre utal, vagyis a különálló államok egységét hangsúlyozza.

## A mottó eredete
A kifejezés jelentése abból az elképzelésből ered, hogy az eredeti tizenhárom gyarmat egyesüléséből egy új, egységes nemzet jött létre.Az Egyesült Államok nagy pecsétjén a sas csőrébe szorított tekercsen és a sas csőrébe szorítva olvasható..

## Eredete
A 13 betűs mottót 1776-ban Pierre Eugene du Simitiere javasolta a pecsét kidolgozásáért felelős bizottságnak. Az amerikai forradalom idején a mondat rendszeresen megjelent az 1731-ben alapított londoni székhelyű Gentleman's Magazine címlapján, amely számos forrásból származó cikkeket gyűjtött egy folyóiratba. Ez a használat viszont a londoni hugenotta Peter Anthony Motteux-ra vezethető vissza, aki a The Gentleman's Journal, or the Monthly Miscellany (1692-1694) című folyóiratában alkalmazta a mondást. A kifejezés hasonlít Hérakleitosz tizedik töredéke egyik változatának latin fordításához: "Az egy mindenből áll, és minden az egyből ered" (ἐκ πάντων ἓν καὶ ἐξ ἑνὸς πάντα). A kifejezés egy változatát a "Moretum" című, a Virgiliana függelékhez tartozó versben használták, amely (legalábbis a felszínen) a moretum, egyfajta, a mai pestóval rokon fűszeres-sajtos kenőcs készítését írja le. A vers szövegében a color est e pluribus unus a színek egybeolvadását írja le. Szent Ágoston a Confessions (Vallomások) című művében használta a kifejezés egy változatát, az ex pluribus unum facere (sokból egyet csinálj), de valószínűbbnek tűnik, hogy a kifejezés Cicero De Officiis című művében szereplő Püthagorasz-parafrázisára utal, amely az alapvető családi és társadalmi kötelékekről mint a társadalmak és államok eredetéről szóló értekezésének része: "Ha mindenki annyira szereti a másikat, mint önmagát, akkor sokból egyet csinál (unum fiat ex pluribus), ahogy Püthagorasz szeretné, ha a barátságban a dolgok így lennének.".
Míg az Annuit cœptis ("Kedvez vállalkozásainknak") és a Novus ordo seclorum ("A korok új rendje") a nagy pecsét hátoldalán, addig az E Pluribus Unum a (Charles Thomson által tervezett) pecsét elülső oldalán szerepel, amelynek képét az Egyesült Államok nemzeti jelképeként használják, és amely hivatalos dokumentumokon, például útleveleken is megjelenik. Ez a jelkép szerepel az elnök pecsétjén, valamint az Egyesült Államok alelnökének, az Egyesült Államok Kongresszusának, az Egyesült Államok Képviselőházának, az Egyesült Államok Szenátusának és az Egyesült Államok Legfelsőbb Bíróságának pecsétjén is.